# Escudo de la provincia del Río Negro
El escudo de la provincia de Río Negro consiste en un blasón en cuyo centro hay una antorcha flamígera de cuyas llamas surgen una corona de laureles y el mapa de la provincia (donde resalta el río que le da nombre), a sus costados la bandera de la República Argentina, rematado en su base con un guarda de motivo textil mapuche. Arriba de todo (pero dentro del blasón) se ubica el nombre de la provincia y los bordes del escudo son dorados.
El escudo fue creado por el artista barilochense Adalberto Czabanyi por medio de un concurso público y aprobado por la legislatura provincial el 27 de junio de 1966, pero nunca usado a causa del golpe de Estado ocurrido al día siguiente. El 14 de septiembre de 2009 fue restaurado abandonándose el impuesto por la dictadura militar.

## Historia

### Primer escudo
La provincia de Río Negro fue creada el 28 de junio de 1955 por ley nacional N° 14.408. En 1964, el Congreso provincial sancionó la Ley N.º 372 llamando a concurso para diseñar un escudo para la provincia, resultando ganador el diseño presentado por Adalberto B. Czabanyi (quien también obtuvo el segundo y tercer puesto con otros dos proyectos presentados), de origen húngaro, nacionalizado argentino, y residente en Rosario y Bariloche, siendo oficialmente elegido como símbolo por la Ley N.º 471 del 27 de junio de 1966. Este escudo original establecía el siguiente diseño:

El contorno de la provincia en blanco, en el que se destaca el río Negro, sobre un fondo azul circular, orlado por laureles en verde, tenido por una antorcha con mango marrón. El  campo superior es blanco y en él se ve en negro el nombre de la provincia, el campo inferior es de color marfil, y separa a ambos una franja con los colores patrios. En la base el escudo presenta una estela de característica indígena mapuche, en marrón, blanco y negro. Todo él tiene un contorno dorado.

### Segundo escudo

Diseño del segundo escudo.

El 28 de junio de 1966, el día después de sancionarse la ley 471 mediante la cual se creaba el escudo de la provincia, se produjo el golpe de Estado encabezado por el general Juan Carlos Onganía que derrocó el gobierno que presidía el radical Arturo Illia. Los militares destituyeron a todas las autoridades de los poderes ejecutivos y legislativos nacionales y provinciales, entre ellos el gobernador de Río Negro también, Carlos Christian Nielsen, también de la UCR.
El comodoro Homero José Lanari, fue designado por Onganía para conducir la provincia de Río Negro. Días después Antonio José Miralles, secretario general de la Gobernación, promulgó la ley de Creación del Escudo el 8 de julio de 1966.
Al cumplirse el primer aniversario del régimen militar, Lanari sancionó y promulgó la ley provincial 496, que en su artículo primero "deroga la ley 471 de Creación del Escudo provincial". Ni los partidos políticos con representación parlamentaria, ni sectores de la comunidad rionegrina cuestionaron judicial o públicamente esta decisión. [cita requerida]
Además, en la ley de derogación se facultaba al Ministerio de Gobierno, a cargo del doctor Argeo Cosme Binda, reconocido experto en heráldica, a intervenir en todo trámite referente a la ley y a "proponer las medidas que condujeran a la creación del escudo oficial de la provincia". 
Posteriormente, en una entrevista que publicada en el periódico "La Calle" en octubre de 1979, Binda afirmó que había tomado la determinación de derogar la ley de Creación del Escudo porque «el autor no era ciudadano argentino», con lo cual se violaban disposiciones que establecían que «el símbolo, como parte espiritual de una ciudad, provincia o país, debe ser necesariamente diseñado por un miembro de su comunidad.» Además, refiriéndose al escudo, Binda señaló que «desde el punto de vista heráldico no es fácil sintetizar en unos pocos símbolos todo el espíritu del momento con proyección de futuro, porque a veces el aficionado a este arte o a esta ciencia suma una serie de elementos con los cuales en la provincia hubiéramos tenido un escudo que más parecería una propaganda de un mercado, que el símbolo de un Estado.»
En ese encuentro, el exfuncionario del gobierno militar señaló respecto al nuevo diseño: «el escudo es el espíritu dibujado de una comunidad. El símbolo debe reflejar el sentimiento de una sociedad. En el nuevo símbolo se ha tomado su vinculación con el escudo nacional. El desarrollo que la provincia va cumpliendo está implícito en la mirada del indígena hacia el este, desde el divisadero. Quiero aclarar que el indígena no está idealizado, porque el indígena de la Patagonia no ha sido capaz de crear una cultura, simplemente está tomado como un elemento existente inactivo, que alcanza a ver desde el divisadero un destino de grandeza que no es capaz de realizar, pero que nosotros sí podemos y debemos hacer. En su integración y desarrollo estará realizado en espíritu, en cultura y en lo físico lo que aquel indígena desde la barda pudo visualizar físicamente sólo como espacio de tierra, agua y aire.».
Agregaba que "en punta encontramos un quepi y una cruz. Dos formas de cultura y civilización. El quepi por las expediciones al desierto, que verdaderamente dieron al país la Patagonia, y la cruz que llevó la civilización cristiana con la cultura nuestra que es parte de nuestro ser nacional".
El escudo creado por el doctor Argeo Cosme Binda fue oficializado por el entonces interventor federal de la provincia de Río Negro, general Roberto Vicente Requeijo, a través del decreto 965 del 27 de octubre de 1969, cuando ya el autor del símbolo no estaba en el gobierno.
Finalmente, el último gobernador de facto, Carlos San Juan, sancionó el 22 de setiembre de 1982 la ley 1.594 por la que se declaraba "Escudo oficial de la provincia de Río Negro" al símbolo diseñado por el funcionario del proceso militar.

### Restauración del primer escudo
El hecho de que el escudo de la provincia haya sido diseñado por las dictaduras militares que gobernaron el país, que también anularon el escudo elegido por las autoridades legales entre 1964-1966, despertó fuertes críticas. Se presentaron entonces proyectos de ley para reponer el escudo original, lo que finalmente se logró en 2009.
La iniciativa de la restauración del escudo legítimo fue impulsada por la legisladora Magdalena Odarda, del ARI, quien afirmó que este hecho era un «merecido e histórico homenaje de reivindicación a las instituciones y hombres de la democracia de entonces, con el símbolo que fuera creado por una ley derogada por el gobierno de la dictadura que, ese mismo año, derrocó al presidente Arturo Illia.»